# Mortierellales
Mortierellales är en ordning av svampar. Enligt Catalogue of Life ingår Mortierellales i divisionen oksvampar och riket svampar, men enligt Dyntaxa är tillhörigheten istället klassen Zygomycetes, divisionen oksvampar och riket svampar.
|                | Zygomycetes                       |
|                |                                   |
|                | Harpellales                       |
|                |                                   |
|                | Asellariales                      |
|                |                                   |
|                | Zoopagales                        |
|                |                                   |
|                | Mucorales                         |
|                |                                   |
| Mortierellales | \| \| Mortierellaceae \| \| \| \| |
|                | \| \| Mortierellaceae \| \| \| \| |
|                | Kickxellales                      |
|                |                                   |
|                | Entomophthorales                  |
|                |                                   |
|                | Dimargaritales                    |
|                |                                   |
|                | Basidiobolales                    |
|                |                                   |
|                | Nothadelphia                      |
|                |                                   |
|                | Densospora                        |
|                |                                   |
|                | Spirogyromyces                    |
|                |                                   |
|                | Mortierellaceae                   |
|                |                                   |

|  | Mortierellaceae |
|  |                 |

## Källor

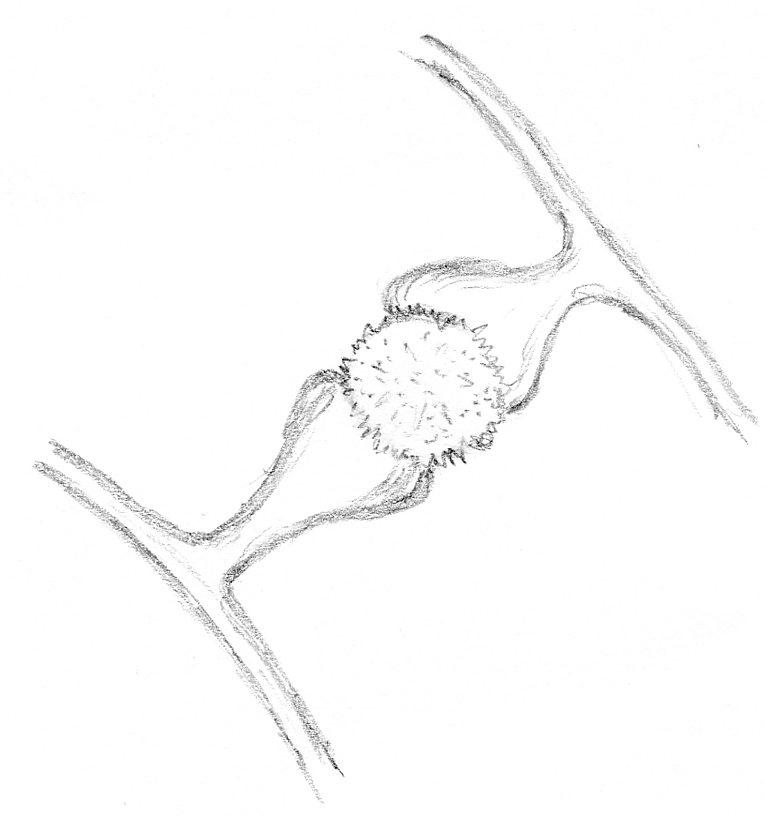
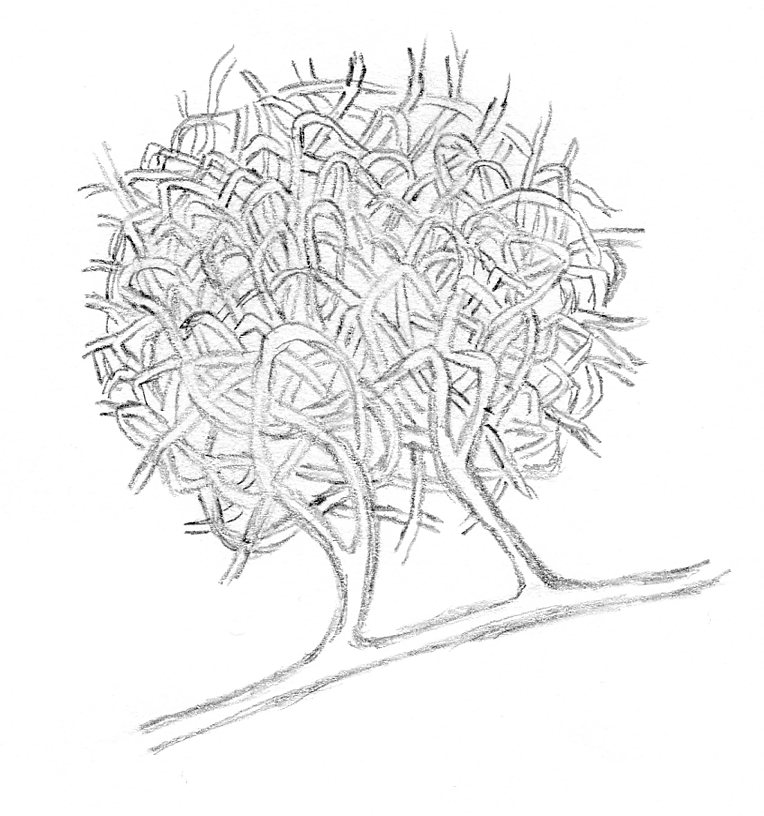
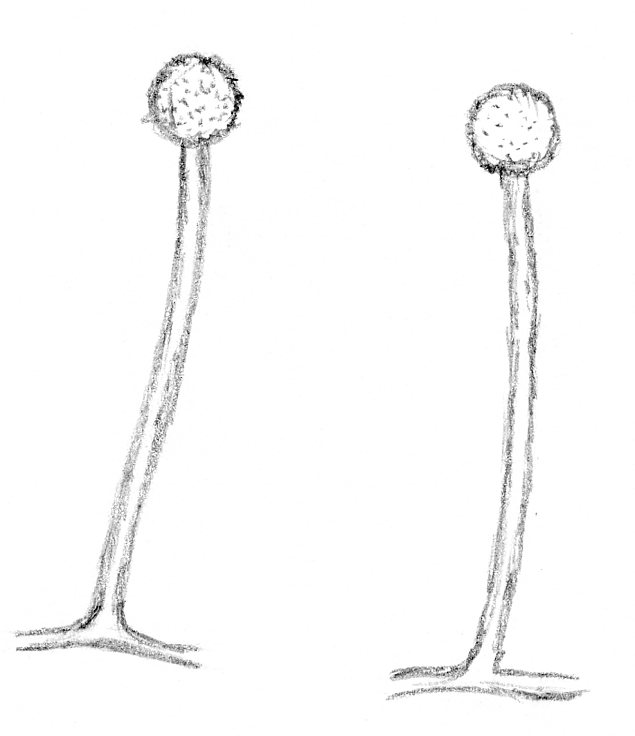
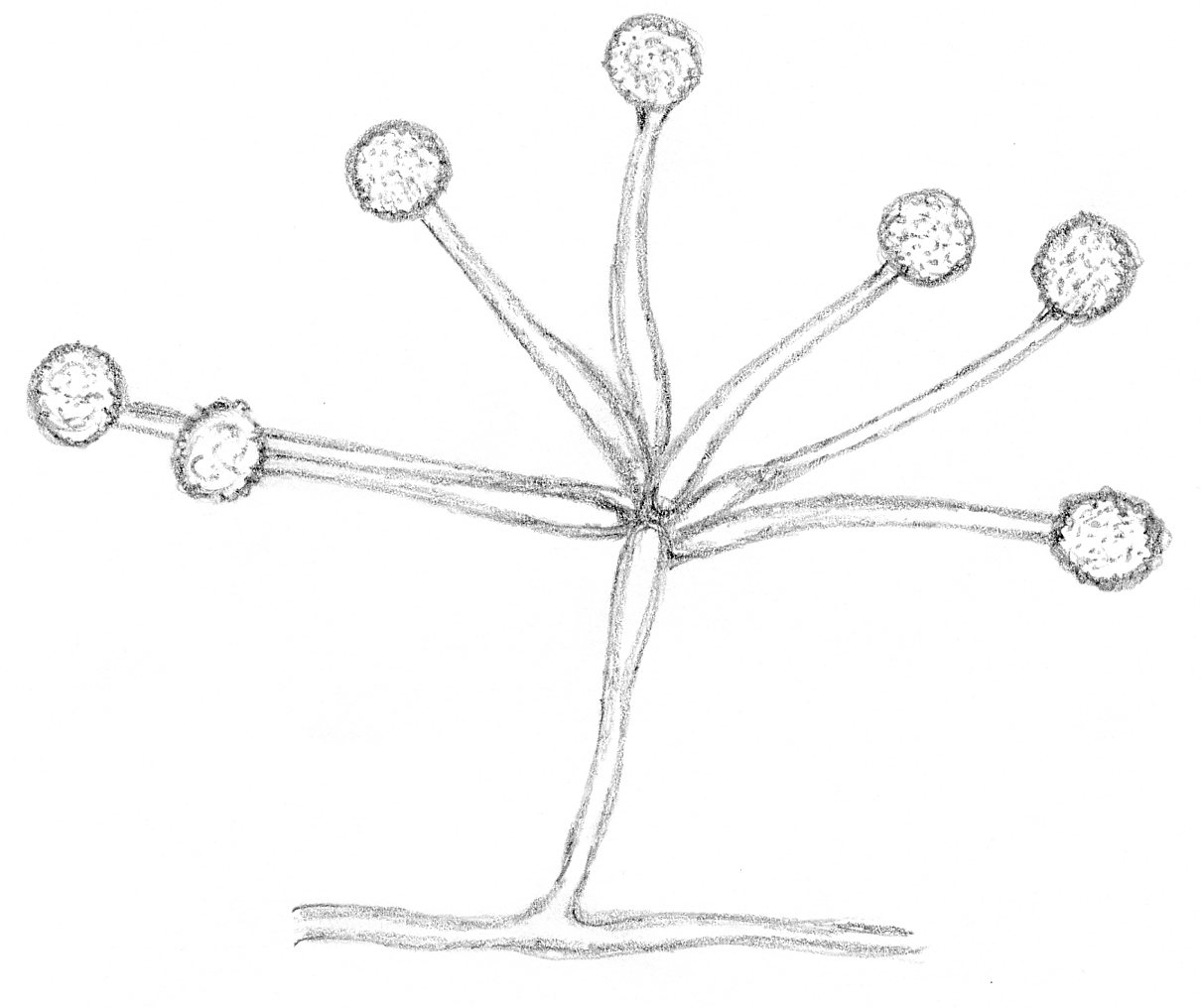